# 錫爾弗希爾斯 (印地安納州)
錫爾弗希爾斯（英語：Silver Hills）是位於美國印地安納州弗洛伊德縣的一個非建制地區。該地的面積和人口皆未知。